# NHLオールスターゲーム
NHLオールスターゲーム（NHL All-Star Game）は、NHLのオールスター戦。

## 歴史
1947年にカナダ・トロントのメープルリーフ・ガーデンズで初開催。当時はトロント・メープルリーフスとNHLオールスターズとの試合で、以来、1979年チャレンジカップ開催、1987年のソ連でのRendez-vous '87開催、1995年と2005年、2013年のロックアウト、2025年の加芬瑞米四カ国対抗戦、2006年以降の冬季オリンピック開催年を除き、ほぼ毎年開催されているが、2018年は平昌五輪のNHL選手参加派遣見送りに伴い開催。開催地は99年以来19年ぶりとなるタンパベイである。
2011年シーズンからはファン投票でトップだった選手がキャプテンとなり、出場選手を指名していく方式となっている。
2016年はディビジョン別の対抗戦に変更。前後半10分ハーフ制でゴールテンダーを除き3対3の対決となる。20分終了時に同点の場合は3人によるシュートアウトで勝利チームを決める。2024年は再び出場選手を指名していく方式に変更だが、試合フォーマットは変わらず

## 試合結果
| 試合年 | 勝利チーム                                                                                                | 勝利チーム                                                                                                | 敗戦チーム                                                                                                | 敗戦チーム                                                                                                | ホストチーム                                                                                              | 会場 | MVPプレイヤー                                                                                             |
| ------ | --- | --- | --- | --- | --- | --- | --- |
| 1947   | オールスターズ                                                                                            | 4 | トロント                                                                                                  | 3 | トロント・メープルリーフス                                                                                | メープルリーフ・ガーデンズ                                                                                | |
| 1948   | オールスターズ                                                                                            | 3 | トロント                                                                                                  | 1 | トロント・メープルリーフス                                                                                | メープルリーフ・ガーデンズ                                                                                | |
| 1949   | オールスターズ                                                                                            | 3 | トロント                                                                                                  | 1 | トロント・メープルリーフス                                                                                | メープルリーフ・ガーデンズ                                                                                | |
| 1950   | デトロイト                                                                                                | 7 | オールスターズ                                                                                            | 1 | デトロイト・レッドウィングス                                                                              | オリンピア・スタジアム                                                                                    | |
| 1951   | 1stチーム                                                                                                 | 2 | 2nd チーム                                                                                                | 2 | トロント・メープルリーフス                                                                                | メープルリーフ・ガーデンズ                                                                                | |
| 1952   | 1stチーム                                                                                                 | 1 | 2nd チーム                                                                                                | 1 | デトロイト・レッドウィングス                                                                              | オリンピア・スタジアム                                                                                    | |
| 1953   | オールスターズ                                                                                            | 3 | モントリオール                                                                                            | 1 | モントリオール・カナディアンズ                                                                            | モントリオール・フォーラム                                                                                | |
| 1954   | オールスターズ                                                                                            | 2 | デトロイト                                                                                                | 2 | デトロイト・レッドウィングス                                                                              | オリンピア・スタジアム                                                                                    | |
| 1955   | デトロイト                                                                                                | 3 | オールスターズ                                                                                            | 1 | デトロイト・レッドウィングス                                                                              | オリンピア・スタジアム                                                                                    | |
| 1956   | オールスターズ                                                                                            | 1 | モントリオール                                                                                            | 1 | モントリオール・カナディアンズ                                                                            | モントリオール・フォーラム                                                                                | |
| 1957   | オールスターズ                                                                                            | 5 | モントリオール                                                                                            | 3 | モントリオール・カナディアンズ                                                                            | モントリオール・フォーラム                                                                                | |
| 1958   | モントリオール                                                                                            | 6 | オールスターズ                                                                                            | 3 | モントリオール・カナディアンズ                                                                            | モントリオール・フォーラム                                                                                | |
| 1959   | モントリオール                                                                                            | 6 | オールスターズ                                                                                            | 1 | モントリオール・カナディアンズ                                                                            | モントリオール・フォーラム                                                                                | |
| 1960   | オールスターズ                                                                                            | 2 | モントリオール                                                                                            | 1 | モントリオール・カナディアンズ                                                                            | モントリオール・フォーラム                                                                                | |
| 1961   | オールスターズ                                                                                            | 3 | シカゴ | 1 | シカゴ・ブラックホークス                                                                                  | シカゴ・スタジアム                                                                                        | |
| 1962   | トロント                                                                                                  | 4 | オールスターズ                                                                                            | 1 | トロント・メープルリーフス                                                                                | メープルリーフ・ガーデンズ                                                                                | エディ・シャック                                                                                          |
| 1963   | オールスターズ                                                                                            | 3 | トロント                                                                                                  | 3 | トロント・メープルリーフス                                                                                | メープルリーフ・ガーデンズ                                                                                | フランク・マホブリッヒ                                                                                    |
| 1964   | オールスターズ                                                                                            | 3 | トロント                                                                                                  | 2 | トロント・メープルリーフス                                                                                | メープルリーフ・ガーデンズ                                                                                | ジャン・ベリヴォー                                                                                        |
| 1965   | オールスターズ                                                                                            | 5 | モントリオール                                                                                            | 2 | モントリオール・カナディアンズ                                                                            | モントリオール・フォーラム                                                                                | ゴーディ・ハウ                                                                                            |
| 1966   | 開催中止                                                                                                  | 開催中止                                                                                                  | 開催中止                                                                                                  | 開催中止                                                                                                  | 開催中止                                                                                                  | 開催中止                                                                                                  | 開催中止                                                                                                  |
| 1967   | モントリオール                                                                                            | 3 | オールスターズ                                                                                            | 0 | モントリオール・カナディアンズ                                                                            | モントリオール・フォーラム                                                                                | ヘンリ・リチャード                                                                                        |
| 1968   | トロント                                                                                                  | 4 | オールスターズ                                                                                            | 3 | トロント・メープルリーフス                                                                                | メープルリーフ・ガーデンズ                                                                                | ブルース・ギャンブル                                                                                      |
| 1969   | ウェスト                                                                                                  | 3 | イースト                                                                                                  | 3 | モントリオール・カナディアンズ                                                                            | モントリオール・フォーラム                                                                                | フランク・マホブリッヒ (2)                                                                                |
| 1970   | イースト                                                                                                  | 4 | ウェスト                                                                                                  | 1 | セントルイス・ブルース                                                                                    | セントルイス・アリーナ                                                                                    | ボビー・ハル                                                                                              |
| 1971   | ウェスト                                                                                                  | 2 | イースト                                                                                                  | 1 | ボストン・ブルーインズ                                                                                    | ボストン・ガーデン                                                                                        | ボビー・ハル (2)                                                                                          |
| 1972   | イースト                                                                                                  | 3 | ウェスト                                                                                                  | 2 | ミネソタ・ノーススターズ                                                                                  | メット・センター                                                                                          | ボビー・オア                                                                                              |
| 1973   | イースト                                                                                                  | 5 | ウェスト                                                                                                  | 4 | ニューヨーク・レンジャース                                                                                | マディソン・スクエア・ガーデン                                                                            | グレッグ・ポライス                                                                                        |
| 1974   | ウェスト                                                                                                  | 6 | イースト                                                                                                  | 4 | シカゴ・ブラックホークス                                                                                  | シカゴ・スタジアム                                                                                        | ギャリー・ウンガー                                                                                        |
| 1975   | ウェールズ                                                                                                | 7 | キャンベル                                                                                                | 1 | モントリオール・カナディアンズ                                                                            | モントリオール・フォーラム                                                                                | シル・アップ・ジュニア                                                                                    |
| 1976   | ウェールズ                                                                                                | 7 | キャンベル                                                                                                | 5 | フィラデルフィア・フライヤーズ                                                                            | スペクトラム                                                                                              | ペーター・マホビッチ                                                                                      |
| 1977   | ウェールズ                                                                                                | 4 | キャンベル                                                                                                | 3 | バンクーバー・カナックス                                                                                  | パシフィック・コロシアム                                                                                  | リック・マーティン                                                                                        |
| 1978   | ウェールズ                                                                                                | 3 | キャンベル                                                                                                | 2 (OT) | バッファロー・セイバーズ                                                                                  | バッファロー・メモリアル・オーディトリアム                                                                | ビリー・スミス                                                                                            |
| 1979   | NHLオールスターとソビエト連邦代表とのチャレンジカップのため中止                                           | NHLオールスターとソビエト連邦代表とのチャレンジカップのため中止                                           | NHLオールスターとソビエト連邦代表とのチャレンジカップのため中止                                           | NHLオールスターとソビエト連邦代表とのチャレンジカップのため中止                                           | NHLオールスターとソビエト連邦代表とのチャレンジカップのため中止                                           | NHLオールスターとソビエト連邦代表とのチャレンジカップのため中止                                           | NHLオールスターとソビエト連邦代表とのチャレンジカップのため中止                                           |
| 1980   | ウェールズ                                                                                                | 6 | キャンベル                                                                                                | 3 | デトロイト・レッドウィングス                                                                              | ジョー・ルイス・アリーナ                                                                                  | レジー・リーチ                                                                                            |
| 1981   | キャンベル                                                                                                | 4 | ウェールズ                                                                                                | 1 | ロサンゼルス・キングス                                                                                    | ザ・フォーラム                                                                                            | マイク・リュート                                                                                          |
| 1982   | ウェールズ                                                                                                | 4 | キャンベル                                                                                                | 2 | ワシントン・キャピタルズ                                                                                  | キャピタル・センター                                                                                      | マイク・ボッシー                                                                                          |
| 1983   | キャンベル                                                                                                | 9 | ウェールズ                                                                                                | 3 | ニューヨーク・アイランダーズ                                                                              | ナッソー・コロシアム                                                                                      | ウェイン・グレツキー                                                                                      |
| 1984   | ウェールズ                                                                                                | 7 | キャンベル                                                                                                | 6 | ニュージャージー・デビルス                                                                                | メドウランズ・アリーナ                                                                                    | ドン・マロニー                                                                                            |
| 1985   | ウェールズ                                                                                                | 6 | キャンベル                                                                                                | 4 | カルガリー・フレームス                                                                                    | オリンピック・サドルドーム                                                                                | マリオ・ルミュー                                                                                          |
| 1986   | ウェールズ                                                                                                | 4 | キャンベル                                                                                                | 3 (OT) | ハートフォード・ホエーラーズ                                                                              | ハートフォード・シビック・センター                                                                        | グラント・フューア                                                                                        |
| 1987   | ソビエト連邦との交流試合のため中止（en:Rendez-Vous '87）                                                  | ソビエト連邦との交流試合のため中止（en:Rendez-Vous '87）                                                  | ソビエト連邦との交流試合のため中止（en:Rendez-Vous '87）                                                  | ソビエト連邦との交流試合のため中止（en:Rendez-Vous '87）                                                  | ソビエト連邦との交流試合のため中止（en:Rendez-Vous '87）                                                  | ソビエト連邦との交流試合のため中止（en:Rendez-Vous '87）                                                  | ソビエト連邦との交流試合のため中止（en:Rendez-Vous '87）                                                  |
| 1988   | ウェールズ                                                                                                | 6 | キャンベル                                                                                                | 5 (OT) | セントルイス・ブルース                                                                                    | セントルイス・アリーナ                                                                                    | マリオ・ルミュー (2)                                                                                      |
| 1989   | キャンベル                                                                                                | 9 | ウェールズ                                                                                                | 5 | エドモントン・オイラーズ                                                                                  | レクソール・プレイス                                                                                      | ウェイン・グレツキー (2)                                                                                  |
| 1990   | ウェールズ                                                                                                | 12 | キャンベル                                                                                                | 7 | ピッツバーグ・ペンギンズ                                                                                  | シビック・アリーナ                                                                                        | マリオ・ルミュー (3)                                                                                      |
| 1991   | キャンベル                                                                                                | 11 | ウェールズ                                                                                                | 5 | シカゴ・ブラックホークス                                                                                  | シカゴ・スタジアム                                                                                        | ヴァンサン・ダンフース                                                                                    |
| 1992   | キャンベル                                                                                                | 10 | ウェールズ                                                                                                | 6 | フィラデルフィア・フライヤーズ                                                                            | スペクトラム                                                                                              | ブレット・ハル                                                                                            |
| 1993   | ウェールズ                                                                                                | 16 | キャンベル                                                                                                | 6 | モントリオール・カナディアンズ                                                                            | モントリオール・フォーラム                                                                                | マイク・ガートナー                                                                                        |
| 1994   | イースト                                                                                                  | 9 | ウェスト                                                                                                  | 8 | ニューヨーク・レンジャース                                                                                | マディソン・スクエア・ガーデン                                                                            | マイク・リヒター                                                                                          |
| 1995   | シーズンロックアウトのため中止                                                                            | シーズンロックアウトのため中止                                                                            | シーズンロックアウトのため中止                                                                            | シーズンロックアウトのため中止                                                                            | シーズンロックアウトのため中止                                                                            | シーズンロックアウトのため中止                                                                            | シーズンロックアウトのため中止                                                                            |
| 1996   | イースト                                                                                                  | 5 | ウェスト                                                                                                  | 4 | ボストン・ブルーインズ                                                                                    | フリートセンター                                                                                          | レイモンド・ボーク                                                                                        |
| 1997   | イースト                                                                                                  | 11 | ウェスト                                                                                                  | 7 | サンノゼ・シャークス                                                                                      | サンノゼ・アリーナ                                                                                        | マーク・レッキ                                                                                            |
| 1998   | 北米選抜                                                                                                  | 8 | 世界選抜                                                                                                  | 7 | バンクーバー・カナックス                                                                                  | GMプレイス                                                                                                | ティーム・セラーニ                                                                                        |
| 1999   | 北米選抜                                                                                                  | 8 | 世界選抜                                                                                                  | 6 | タンパベイ・ライトニング                                                                                  | セント・ピート・タイムズ・フォーラム                                                                      | ウェイン・グレツキー (3)                                                                                  |
| 2000   | 世界選抜                                                                                                  | 9 | 北米選抜                                                                                                  | 4 | トロント・メープルリーフス                                                                                | エア・カナダ・センター                                                                                    | パベル・ブレ                                                                                              |
| 2001   | 北米選抜                                                                                                  | 14 | 世界選抜                                                                                                  | 12 | コロラド・アバランチ                                                                                      | ペプシ・センター                                                                                          | ビル・ゲリン                                                                                              |
| 2002   | 世界選抜                                                                                                  | 8 | 北米選抜                                                                                                  | 5 | ロサンゼルス・キングス                                                                                    | ステイプルズ・センター                                                                                    | エリック・ダーゼ                                                                                          |
| 2003   | ウェスト                                                                                                  | 6 | イースト                                                                                                  | 5 (SO) | フロリダ・パンサーズ                                                                                      | オフィス・デポ・センター                                                                                  | ダニー・ヒートリー                                                                                        |
| 2004   | イースト                                                                                                  | 6 | ウェスト                                                                                                  | 4 | ミネソタ・ワイルド                                                                                        | エクセル・エナジー・センター                                                                              | ジョー・サキック                                                                                          |
| 2005   | シーズンロックアウト（2004年から2005年のNHLロックアウト）のため開催せず                                   | シーズンロックアウト（2004年から2005年のNHLロックアウト）のため開催せず                                   | シーズンロックアウト（2004年から2005年のNHLロックアウト）のため開催せず                                   | シーズンロックアウト（2004年から2005年のNHLロックアウト）のため開催せず                                   | シーズンロックアウト（2004年から2005年のNHLロックアウト）のため開催せず                                   | シーズンロックアウト（2004年から2005年のNHLロックアウト）のため開催せず                                   | シーズンロックアウト（2004年から2005年のNHLロックアウト）のため開催せず                                   |
| 2006   | トリノオリンピックのため開催せず                                                                          | トリノオリンピックのため開催せず                                                                          | トリノオリンピックのため開催せず                                                                          | トリノオリンピックのため開催せず                                                                          | トリノオリンピックのため開催せず                                                                          | トリノオリンピックのため開催せず                                                                          | トリノオリンピックのため開催せず                                                                          |
| 2007   | ウェスト                                                                                                  | 12 | イースト                                                                                                  | 9 | ダラス・スターズ                                                                                          | アメリカン・エアラインズ・センター                                                                        | ダニエル・ブリエール                                                                                      |
| 2008   | イースト                                                                                                  | 8 | ウェスト                                                                                                  | 7 | アトランタ・スラッシャーズ                                                                                | フィリップス・アリーナ                                                                                    | エリック・スタール                                                                                        |
| 2009   | イースト                                                                                                  | 12 | ウェスト                                                                                                  | 11(SO) | モントリオール・カナディアンズ                                                                            | ベル・センター                                                                                            | アレックス・コバレフ                                                                                      |
| 2010   | バンクーバーオリンピックのため開催せず                                                                    | バンクーバーオリンピックのため開催せず                                                                    | バンクーバーオリンピックのため開催せず                                                                    | バンクーバーオリンピックのため開催せず                                                                    | バンクーバーオリンピックのため開催せず                                                                    | バンクーバーオリンピックのため開催せず                                                                    | バンクーバーオリンピックのため開催せず                                                                    |
| 2011   | チームリドストローム                                                                                      | 11 | チームストール                                                                                            | 10 | カロライナ・ハリケーンズ                                                                                  | RBCセンター                                                                                               | パトリック・シャープ                                                                                      |
| 2012   | チームチャラ                                                                                              | 12 | チームアルフレッドソン                                                                                    | 9 | オタワ・セネターズ                                                                                        | スコシアバンク・プレイス                                                                                  | マリアン・ガボリック                                                                                      |
| 2013   | シーズンロックアウトのため開催せず 当初オハイオ州コロンバスのネイションワイド・アリーナで開催予定だった。 | シーズンロックアウトのため開催せず 当初オハイオ州コロンバスのネイションワイド・アリーナで開催予定だった。 | シーズンロックアウトのため開催せず 当初オハイオ州コロンバスのネイションワイド・アリーナで開催予定だった。 | シーズンロックアウトのため開催せず 当初オハイオ州コロンバスのネイションワイド・アリーナで開催予定だった。 | シーズンロックアウトのため開催せず 当初オハイオ州コロンバスのネイションワイド・アリーナで開催予定だった。 | シーズンロックアウトのため開催せず 当初オハイオ州コロンバスのネイションワイド・アリーナで開催予定だった。 | シーズンロックアウトのため開催せず 当初オハイオ州コロンバスのネイションワイド・アリーナで開催予定だった。 |
| 2014   | ソチオリンピックのため開催せず                                                                            | ソチオリンピックのため開催せず                                                                            | ソチオリンピックのため開催せず                                                                            | ソチオリンピックのため開催せず                                                                            | ソチオリンピックのため開催せず                                                                            | ソチオリンピックのため開催せず                                                                            | ソチオリンピックのため開催せず                                                                            |
| 2015   | Team Toews                                                                                                | 17 | Team Foligno                                                                                              | 12 | コロンバス・ブルージャケッツ                                                                              | ネイションワイド・アリーナ                                                                                | ライアン・ジョンソン                                                                                      |
| 2016   | アトランティック                                                                                          | 1 | パシフィック                                                                                              | 0 | ナッシュビル・プレデターズ                                                                                | ブリヂストン・アリーナ                                                                                    | ジョン・スコット                                                                                          |
| 2017   | メトロポリタン                                                                                            | 4 | パシフィック                                                                                              | 3 | ロサンゼルス・キングス                                                                                    | ステイプルズ・センター                                                                                    | Wayne Simmonds                                                                                            |
| 2018   | パシフィック                                                                                              | 5 | アトランティック                                                                                          | 2 | タンパベイ・ライトニング                                                                                  | アマリー・アリーナ                                                                                        | |
| 2019   | メトロポリタン                                                                                            | | | | サンノゼ・シャークス                                                                                      | SAPセンター                                                                                               | シドニー・クロスビー                                                                                      |
| 2020   | パシフィック                                                                                              | 5 | アトランティック                                                                                          | 4 | | エンタープライズ・センター                                                                                | デイヴィッド・パストナック                                                                                |
| (2021) | 新型コロナの影響で中止                                                                                    | 新型コロナの影響で中止                                                                                    | 新型コロナの影響で中止                                                                                    | 新型コロナの影響で中止                                                                                    | 新型コロナの影響で中止                                                                                    | | |
| 2022   | メトロポリタン                                                                                            | 5 | セントラル                                                                                                | 3 | | T-モバイル・アリーナ                                                                                      | クロード・ジルー                                                                                          |
| 2023   | アトランティック                                                                                          | 7 | セントラル                                                                                                | 5 | | FLAライブ・アリーナ                                                                                       | マシュー・タカチュク                                                                                      |
| 2024   | チーム・マシューズ                                                                                        | | | | | スコシアバンク・アリーナ                                                                                  | オーストン・マシューズ、トロント・メープルリーフス                                                        |

## 主な活躍した選手
| 選手                 | 得点 (ゴール-アシスト) | 出場試合数 |
| -------------------- | ---------------------- | ---------- |
| ウェイン・グレツキー | 25 (13–12)             | 18         |
| マリオ・ルミュー     | 23 (13–10)             | 10         |
| ジョー・サキック     | 22 (6–16)              | 12         |
| マーク・メシエ       | 20 (6–14)              | 15         |
| ゴーディ・ハウ       | 19 (10–9)              | 23         |